# Nova-C
Nova-C je lunární modul americké společnosti Intuitive Machines, který má dopravovat užitné náklady na povrch Měsíce. Jde o součást programu NASA Commercial Lunar Payload Services.
NASA v roce 2019 vybrala společnost Intuitive Machines (IM), aby jako jedna z amerických firem v nejbližších letech dopravila na Měsíc vědecké přístroje v rámci programu průzkumu Měsíce Commercial Lunar Payload Services. V rámci tohoto programu je NASA jedním ze zákazníků, což znamená, že společně s jejími přístroji mohou na landerech firem letět i náklady jiných zákazníků, ať už čistě komerčních nebo od jiných kosmických agentur.
Zatím se počítá se třemi misemi toho modulu, když první mise IM-1 (označovaná také jako Odysseus) odstartovala v únoru 2024. Všechny mají být vyneseny na palubě rakety Falcon 9 společnosti SpaceX. Moduly nejsou navrženy na to, aby vydržely nízké teploty měsíční noci, měly by tak zůstat v provozu maximálně po dobu měsíčního dne, tedy asi 14 pozemských dní.
Při vývoji modulu společnost Intuitive Machines využila poznatky, které agentura NASA nasbírala při Projektu Morpheus, který skončil v roce 2015. Zejména jde o hlavní motor VR900, který je poháněn směsí kapalného kyslíku a kapalného metanu. Modul má být schopen autonomního přistání a vyhýbání se překážkám. Modul by měl být schopen unést 100 kg užitného nákladu, jeho fotovoltaické panely by měly být schopny vyrobit 200 W elektrické energie.

## Mise IM-1 Odysseus
Mise odstartovala 15. února 2024 na palubě rakety Falcon 9, po šesti dnech, 21. února, dorazila na oběžnou dráhu Měsíce. Na jeho oběžné dráze strávila jeden den a 22. února ve 23:23 UTC, tedy v 00:23 SEČ 23. února 2024, přistála v kráteru Malapert asi 300 km od měsíčního jižního pólu. Modul kvůli chybnému vyhodnocení výšky nad terénem přistál vertikální rychlostí 3 m/s oproti plánovanému 1 m/s a horizontální rychlostí 2 m/s. Při přistání se překlopil, což znesnadňovalo komunikaci, spojení se však podařilo navázat.
Na své palubě modul nese:
- 6 vědeckých přístrojů NASA
- testovací modul ILO-X pro projekt soukromého projektu optického teleskopu International Lunar Observatory
- kamerový systém EagleCam soukromé univerzity Embry–Riddle
- umělecký projekt Moon Phases umělce Jeffa Koonse
- testovací modul pro ukládaní dat a edge computing společnosti Lonestar Data Holdings
- časovou schránku Lunaprise společnosti Gallactic Legacy Labs, obsahující mimo jiné anglickou verzi Wikipedie

Část povrchu modulu je potažena experimentálním materiálem společnosti Columbia Sportswear.
Laserový měřič vzdálenosti modulu zřejmě nefungoval kvůli chybě při předstartovní přípravě (nejspíš nebyl zapnut fyzickým vypínačem), inženýři se proto rozhodli využít lidar NDL, který byl jedním z vědeckých přístrojů NASA na palubě. Navigační systém modulu byl na dálku přeprogramován tak, aby používal data z lidaru NDL.

## Mise IM-2 Athena
Mise odstartovala 26. února 2025 na palubě rakety Falcon 9. Přistála 6. března 2025 nedaleko měsíčního jižního pólu u hory Mons Mouton. Jejím hlavním nákladem byla vrtačka PRIME-1 (Polar Resources Ice Mining Experiment-1), která by měla odebrat podpovrchové vzorky a analyzovat je.
K dalšímu nákladu patřila dvě lunární vozítka Mobile Autonomous Prospecting Platform (MAPP) a Yaoki. MAPP vážil 10 kg, měl se pohybovat rychlostí 0,32 km/h a vzdálit se asi 1,6 km od sondy. Minivozítko Yaoki vážilo jen 498 gramů a vzdálit se mělo jen 50 metrů od sondy. Dalším nákladem byl minodron Grace, který pro pohyb po lunárním povrchu měl využívat miniaturní trysky a měl by se vzdálit až na 25 km od sondy.
Na palubě sondy byly také další přístroje, mimo jiné radiační detektor MiniPIX TPX3 české společnosti Advacam, mělo jít o první český přístroj na povrchu Měsíce. V případě úspěšného přistání sonda měla mít možnost pozorovat úplné zatmění Slunce, ke kterému by mělo dojít 14. března 2025. Na sondě se nacházelo pět kamer, které se tuto událost měly pokusit zachytit.
Sondě se podařilo přistát, přistála však v kráteru několik set metrů od původně plánovaného místa přistání. Po přistání se převrhla na bok, což spolu s polohou v kráteru vedlo k tomu, že solární panely nedokázaly získávat potřebné množství elektrické energie pro přístroje a udržovat je v provozuschopné teplotě. Sonda byla přepnuta do úsporného módu, v němž byla schopna vykonávat některé vědecké experimenty, ale už o den později IM informovala, že mise skončila.
Příčinou nehody byly problémy s laserovým výškoměrem, osvětlením a složitý terén v místě přistání.

## Mise IM-3
NASA udělila společnosti zakázku na tuto přepravu v listopadu 2021. Sonda ponese čtyři různé náklady určené k průzkumu lunární víru v oblasti Reiner Gamma. Mise měla proběhnout v roce 2025. V srpnu 2021 společnost oznámila, že modul na cestu k Měsíci vynese raketa Falcon 9 společnosti SpaceX. V srpnu 2025 společnost uvedla, že mise IM-3 má proběhnout v druhé polovině roku 2026.
Náklad má zahrnovat přístroje Lunar Vertes z Laboratoře aplikované fyziky Univerzity Johnse Hopkinse umístěné na přistávacím modulu (magnetometr, plazmový spektrometr a kamerovou sestavu) a na lunárním vozítku společnosti Lunar Outpost (magnetometr a mikroskopický zobrazovač). Dále má náklad zahrnovat vozítka Cooperative Autonomous Distributed Robotic Explorers (CADRE) od JPL, polohovací aktuátor MoonLIGHT Pointing Actuator (MPAc) Evropské kosmické agentury a monitor lunárního kosmického prostředí Lunar Space Environment Monitor (LUSEM) Korejského astronomického a vesmírného institutu.

## Mise IM-4
Mise udělená v září 2024 by se měla uskutečnit v roce 2027, směřovat by měla opět do oblasti u měsíčního jižního pólu. I pro vynesení této mise najala Intuitive Machines v dubnu 2025 SpaceX a její Falcon 9.